# Mikalaj Ryndzjuk
Mikalaj Aljaksandravič Ryndzjuk (in bielorusso Мікалай Аляксандравіч Рындзюк?; Minsk, 2 febbraio 1978) è un allenatore di calcio ed ex calciatore bielorusso, di ruolo attaccante.

## Palmarès

### Giocatore

#### Competizioni nazionali
- Druhaja liha: 1

BATĖ Borisov: 1996
- Campionato bielorusso: 1

BATĖ Borisov: 1999

### Individuale
- Capocannoniere della Peršaja Liha: 1

1997 (30 reti)